# Baranów (Suchedniów)
Baranów – dzielnica w północnej części miasta Suchedniowa w woj. świętokrzyskim, w powiecie skarżyskim. Rozpościera się wzdłuż ulicy Warszawskiej w kierunku na Skarżysko-Kamienną. Do końca 1955 roku samodzielna wieś.

## Historia
Baranów w latach 1867–1954 należał do gminy Suchedniów w powiecie kieleckim w guberni kieleckiej. W II RP przynależał do woj. kieleckiego, gdzie 2 listopada 1933 utworzył gromadę o nazwie Baranów w gminie Suchedniów.
Podczas II wojny światowej włączony do Generalnego Gubernatorstwa, nadal jako gromada w gminie Suchedniów, licząca 590 mieszkańców. Po wojnie w województwa kieleckim, jako jedna z 20 gromad gminy Suchedniów.
W związku z reformą znoszącą gminy jesienią 1954 roku, Baranów włączono do nowo utworzonej gromady Suchedniów. 1 stycznia 1956 gromadę Suchedniów zniesiono w związku z nadaniem jej statusu osiedla, przez co Baranów stał się integralną częścią Suchedniowa. 18 lipca 1962 osiedlu Suchedniów nadano status miasta, przez co Baranów stał się obszarem miejskim.